# Parenç
Parent és un municipi francès situat al departament del Puèi Domat i a la regió d'Alvèrnia-Roine-Alps. L'any 2007 tenia 747 habitants.

## Demografia

### Població
El 2007 la població de fet de Parent era de 747 persones. Hi havia 329 famílies de les quals 94 eren unipersonals (35 homes vivint sols i 59 dones vivint soles), 110 parelles sense fills, 90 parelles amb fills i 35 famílies monoparentals amb fills.
La població ha evolucionat segons el següent gràfic:
Habitants censats

### Habitatges
El 2007 hi havia 416 habitatges, 328 eren l'habitatge principal de la família, 58 eren segones residències i 30 estaven desocupats. 394 eren cases i 22 eren apartaments. Dels 328 habitatges principals, 279 estaven ocupats pels seus propietaris, 43 estaven llogats i ocupats pels llogaters i 5 estaven cedits a títol gratuït; 3 tenien una cambra, 3 en tenien dues, 60 en tenien tres, 97 en tenien quatre i 164 en tenien cinc o més. 237 habitatges disposaven pel capbaix d'una plaça de pàrquing. A 126 habitatges hi havia un automòbil i a 166 n'hi havia dos o més.

### Piràmide de població
La piràmide de població per edats i sexe el 2009 era:
| Homes | Edats   | Dones |
| ----- | ------- | ----- |
| 0     | 95 o +  | 0     |
| 0     | 90 a 94 | 0     |
| 0     | 85 a 89 | 4     |
| 8     | 80 a 84 | 0     |
| 8     | 75 a 79 | 20    |
| 24    | 70 a 74 | 20    |
| 20    | 65 a 69 | 28    |
| 16    | 60 a 64 | 8     |
| 32    | 55 a 59 | 8     |
| 24    | 50 a 54 | 48    |
| 12    | 45 a 49 | 28    |
| 28    | 40 a 44 | 28    |
| 36    | 35 a 39 | 20    |
| 16    | 30 a 34 | 20    |
| 16    | 25 a 29 | 8     |
| 16    | 20 a 24 | 4     |
| 20    | 15 a 19 | 32    |
| 12    | 10 a 14 | 24    |
| 12    | 5 a 9   | 20    |
| 8     | 0 a 4   | 8     |

## Economia
El 2007 la població en edat de treballar era de 472 persones, 344 eren actives i 128 eren inactives. De les 344 persones actives 320 estaven ocupades (168 homes i 152 dones) i 24 estaven aturades (16 homes i 8 dones). De les 128 persones inactives 56 estaven jubilades, 33 estaven estudiant i 39 estaven classificades com a «altres inactius».

### Ingressos
El 2009 a Parent hi havia 336 unitats fiscals que integraven 801,5 persones, la mediana anual d'ingressos fiscals per persona era de 19.031 €.

### Activitats econòmiques
Dels 25 establiments que hi havia el 2007, 1 era d'una empresa alimentària, 4 d'empreses de fabricació d'altres productes industrials, 5 d'empreses de construcció, 3 d'empreses de comerç i reparació d'automòbils, 2 d'empreses d'hostatgeria i restauració, 3 d'empreses financeres, 1 d'una empresa immobiliària, 5 d'empreses de serveis i 1 d'una empresa classificada com a «altres activitats de serveis».
Dels 5 establiments de servei als particulars que hi havia el 2009, 2 eren paletes, 1 guixaire pintor, 1 fusteria i 1 electricista.
L'únic establiment comercial que hi havia el 2009 era una fleca.
L'any 2000 a Parent hi havia 6 explotacions agrícoles.

## Equipaments sanitaris i escolars
El 2009 hi havia una escola elemental.

## Poblacions més properes
El següent diagrama mostra les poblacions més properes.